# Virreyes de Juárez
Virreyes de Juárez är en ort i Mexiko.   Den ligger i kommunen Acatzingo och delstaten Puebla, i den sydöstra delen av landet, 140 km öster om huvudstaden Mexico City. Virreyes de Juárez ligger 2 406 meter över havet och antalet invånare är 404.
Terrängen runt Virreyes de Juárez är kuperad västerut, men österut är den platt. Runt Virreyes de Juárez är det tätbefolkat, med 530 invånare per kvadratkilometer. Närmaste större samhälle är Tepeaca, 17,2 km sydväst om Virreyes de Juárez. Trakten runt Virreyes de Juárez består till största delen av jordbruksmark.